# Yves Bertrand
Pour les articles homonymes, voir Bertrand.
Yves Bertrand, né le 25 janvier 1944 à Grasse et mort le 3 juin 2013 à Paris, est un haut fonctionnaire français. Il a dirigé les Renseignements généraux de 1992 à 2004.

## Biographie

### Carrière
Après une scolarité au lycée de Grasse, il suit des études de droit à l'université d'Aix-Marseille puis à celle de Nice. Il obtient une licence et une maîtrise. Il intègre l'école des commissaires de police en 1968. En 1987 - 1988, il est auditeur à l'Institut des hautes études de Défense nationale. Rapidement, il rejoint les renseignements généraux (RG) où il effectue une brillante carrière de 1970 à 2004.
Chef de service à Montmorency, puis à Lorient, il est rapidement nommé chef de section, directeur des ressources humaines, puis directeur adjoint. Remarqué par le président François Mitterrand pour avoir réussi à prédire au point près le résultat du référendum sur le traité de Maastricht, le président le nomme directeur central des RG en 1992, poste qu'il conserve jusqu'en 2003. Il collabore étroitement aux enquêtes menant à l'arrestation des membres d'Action directe et de Khaled Kelkal.
Yves Bertrand menant des activités d'espionnage vis-à-vis du Premier ministre Lionel Jospin durant la Troisième cohabitation au profit du président Jacques Chirac, Lionel Jospin essaie de le limoger. Jacques Chirac s'y oppose, et Yves Bertrand conserve son poste.
Il intègre ensuite l'Inspection générale de l'administration au mois de janvier 2004.
Il part à la retraite en janvier 2009 et meurt le 3 juin 2013 à 69 ans dans le 8e arrondissement de Paris. Il est inhumé au cimetière Sainte-Brigitte de Grasse.

## Affaires judiciaires

### Affaires politico-financières
Yves Bertrand et sa collaboratrice directe, le commissaire Brigitte Henri, ont fait l'objet d'une tentative complexe de déstabilisation à partir de 1995 dans le cadre d'affaires liées au financement occulte du RPR. Un ou plusieurs « corbeaux » firent parvenir à des juges d'instruction, en particulier le juge Éric Halphen, des notes blanches volées à la DCRG et divers « tuyaux » pour orienter leurs recherches.

### Affaire Clearstream 2
Début 2006, Yves Bertrand a été suspecté d'avoir fourni de faux listings dans l'affaire Clearstream 2, ce dont il se défend. Le 16 janvier 2008, son domicile et son bureau sont perquisitionnés dans le cadre de l'affaire Clearstream. Cependant, rien en relation avec cette affaire n'a été découvert par les juges d'Huy et Pons chargés de l'enquête.
Dans son livre d'entretiens avec le journaliste Frédéric Ploquin, Yves Bertrand, ce que je n'ai pas dit dans mes carnets..., Yves Bertrand dément avoir joué le moindre rôle dans cette affaire. Il fait en revanche part de sa conviction que Nicolas Sarkozy « a été informé de cette affaire plus tôt qu'on ne le dit ». 
Lors de la perquisition effectuée au domicile d'Yves Bertrand, les juges chargés de l'affaire Clearstream 2, Henri Pons et Jean-Marie d'Huy, ont saisi une vingtaine de carnets de travail servant d'agenda à l'ancien directeur, datés jusqu'en 2003. Bien qu'ils soient personnels et qu'ils n'apportent aucun élément utile à l'enquête[réf. nécessaire]  ils sont saisis et placés sous scellés, les informations qu'ils contenaient ont été divulguées dans l'hebdomadaire Le Point du 9 octobre 2008. Il s'avèrera par la suite qu'il a pu éviter la saisie de 4 autres carnets concernant des périodes situées entre juin 1997 et janvier 2000. Il les confiera à l'hebdomadaire Marianne, lui permettant de les publier après sa mort, ce qui sera fait dans le no 843 daté du 25 juin 2013.
Mis en cause, le président Nicolas Sarkozy et l'ex-ministre et candidat à la présidentielle (en 2002) Charles Pasqua ont riposté par des dépôts de plainte. Les deux, ainsi que l'ex-premier ministre socialiste Lionel Jospin ont durement critiqué l'ex-directeur des RG.

### Le cabinet noir
Yves Bertrand est soupçonné d’avoir constitué un « cabinet noir » au profit de Jacques Chirac et de Dominique de Villepin, sous le contrôle du « cerveau » Philippe Massoni, et dont Yves Bertrand serait l’exécutant.

### 2009: entretiens avec Frédéric Ploquin et livre de Patrick Rougelet
Dans un livre d'entretiens avec le journaliste Frédéric Ploquin, paru fin septembre 2009, et dont les bonnes feuilles ont été publiées par l'hebdomadaire Marianne, Yves Bertrand livre de nouvelles révélations sur le travail qu'il a mené à la tête des Renseignements Généraux, ainsi que sur la vie privée et le financement occulte de personnalités politiques.
Il justifie son intérêt pour les « poubelles de la République » par le fait que sa mission lui imposait d'être informé des travers privés des personnalités politiques afin d'anticiper les conséquences d'un éventuel déballage sur la place publique. Il observe toutefois que les intéressés craignaient davantage les informations qu'il détenait sur les circuits de financement occulte des partis politiques et autres campagnes électorales.
Enfin, il dément avoir alimenté les médias dans le but de discréditer certains hommes politiques. Il rejette ainsi les accusations portés à son encontre dans l'Affaire Clearstream 2 (voir plus haut), les manipulations de Charles Pasqua, la révélation du passé trotskyste de Lionel Jospin, ou encore de participation à un prétendu « cabinet noir » au service de Jacques Chirac et de Dominique de Villepin.
En octobre 2009, dans son livre Les carnets noirs de la République, un ancien commissaire des Renseignements généraux, Patrick Rougelet, dément partiellement ces assertions d'Yves Bertrand, en déclarant que ce dernier a bel et bien œuvré contre Lionel Jospin, notamment en instrumentalisant et en amplifiant des calomnies relatives au train de vie et à la maison sur l'île de Ré de l'ancien Premier ministre socialiste, et en essayant en vain de manipuler des journalistes, tels que Nicolas Beau du Canard enchaîné, pour les convaincre que l'accident AZF de Toulouse en 2001 est un attentat islamiste illustrant l'incapacité de Lionel Jospin à lutter contre le terrorisme et l'insécurité. Enfin, toujours selon Patrick Rougelet, Yves Bertrand aurait, à dessein, collecté en 2003 des ragots sur Cécilia Sarkozy.

## Publications
- Je ne sais rien... mais je dirai (presque) tout (avec Éric Branca), Plon, 2007  (ISBN 9782259202954) ;
- Yves Bertrand, ce que je n'ai pas dit dans mes carnets. Entretiens avec Frédéric Ploquin, Fayard, 2009  (ISBN 9782213644288).